# Liste der Monuments historiques in Chatain
Die Liste der Monuments historiques in Chatain führt die Monuments historiques in der französischen Gemeinde Chatain auf.

## Liste der Bauwerke
| Bezeichnung                   | Beschreibung              | Standort | Kennzeichnung | Schutzstatus | Datum | Bild           |
| ----------------------------- | ------------------------- | -------- | ------------- | ------------ | ----- | -------------- |
| Alte Brücke über die Charente | Erbaut im 13. Jahrhundert | (Lage)   | PA00105390    | Inscrit      | 1927  | weitere Bilder |
| Kirche St-Pierre              | Erbaut im 12. Jahrhundert | (Lage)   | PA00105389    | Inscrit      | 1926  |                |

## Liste der Objekte
- Monuments historiques (Objekte) in Chatain in der Base Palissy des französischen Kultusministeriums